# Eli Cohen (polític nascut el 1972)
Eli Cohen (hebreu: אֵלִי כֹּהֵן‎; Holon, 3 d'octubre de 1972) és un comptable i polític israelià. Actualment (2023) és membre de la Kenésset pel Likkud i va ser nomenat ministre d'Afers Exteriors pel primer ministre Benjamin Netanyahu el 29 de desembre de 2022. Cohen va exercir anteriorment com a ministre d'Intel·ligència i va ocupar el càrrec de ministre d'Economia i Indústria i va ser membre del Gabinet de seguretat d'Israel.

## Biografia
Cohen va néixer i es va criar al barri de Tel Giborim d'Holon.

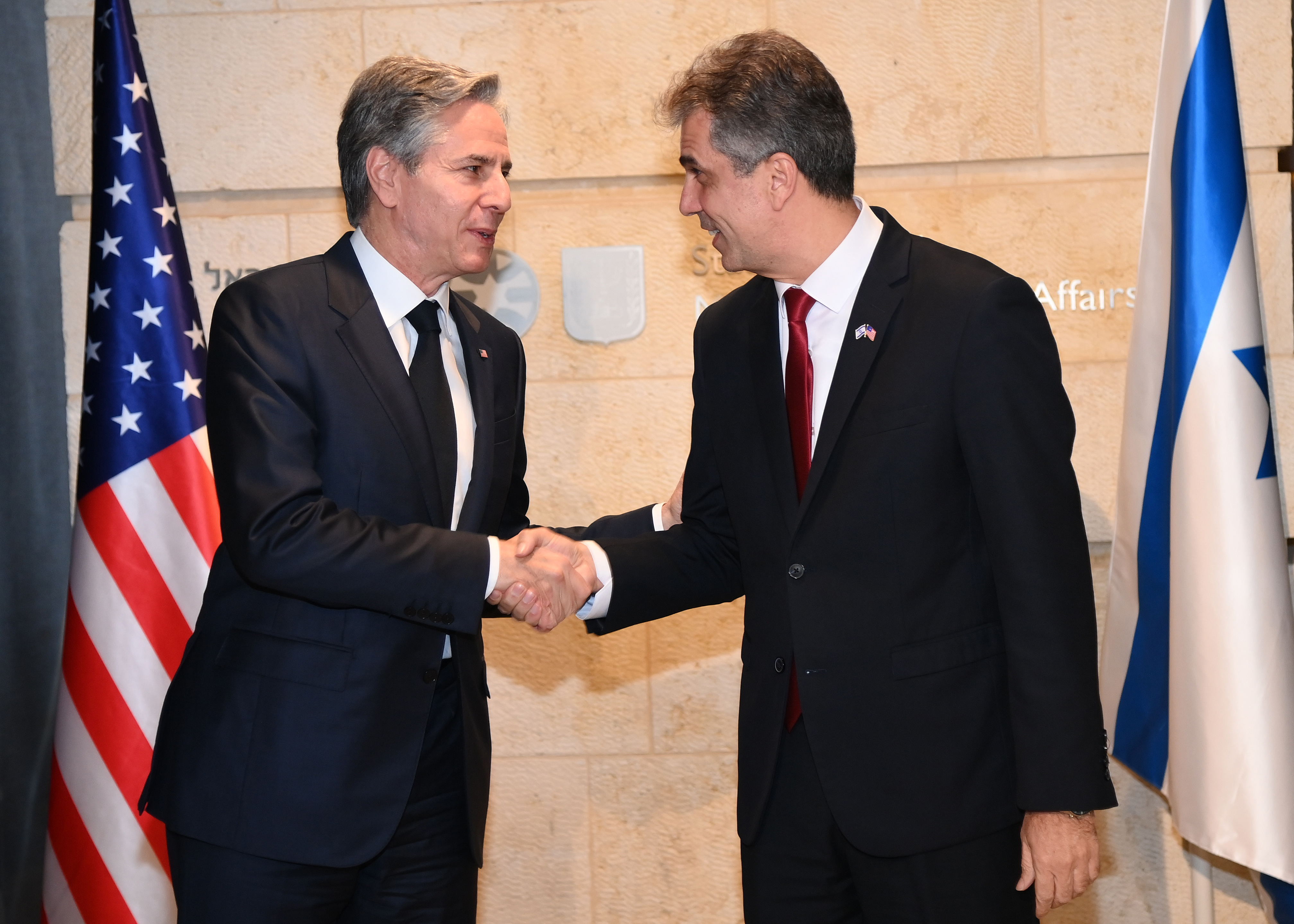
El Secretari d'Estat nord-americà Antony Blinken i Eli Cohen el gener de 2023 a Israel.

Després del seu servei nacional a l'exèrcit com a major a les forces aèries israelianes, va estudiar a la Universitat de Tel-Aviv, on hi va obtenir una llicenciatura en comptabilitat i un MBA, especialitzat en finançament. i Comptabilitat. També va obtenir una llicenciatura en gestió i economia per la Universitat Oberta d'Israel. Va passar a treballar com a comptable i va donar conferències a la Universitat de Tel-Aviv.
L'any 2000 va començar a treballar a la firma de comptadors BDO Ziv Haft com a cap de la divisió econòmica. L'any 2003 es va incorporar a l'empresa de qualificació creditícia Maalot S&P i va dirigir la Divisió de Corporacions. El 2007 va ser nomenat vicepresident sènior de la Companyia de desenvolupament de les terres d'Israel.
Cohen està casat, té quatre fills i viu a Holon.

## Carrera política

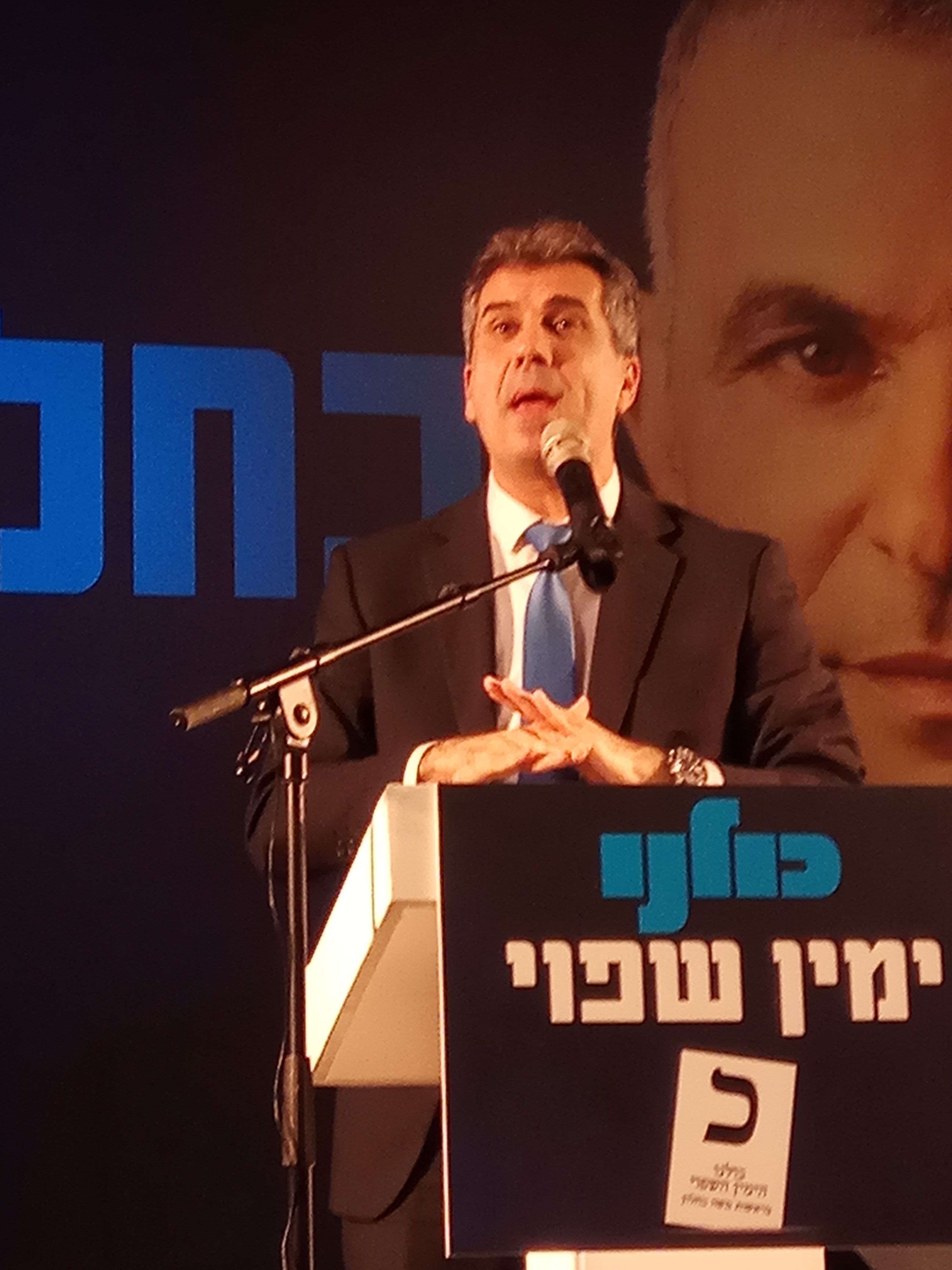
Cohen com a candidat de Kulanu el març de 2019.

Abans de les eleccions de 2015 es va unir al nou partit Kulanu i va quedar vuitè a la seva llista. Va ser elegit a la Knesset quan el partit va guanyar deu escons. Després de ser elegit, va ser nomenat President de la Comissió de Reformes, a més d'incorporar-se a la Comissió de Finances i a la Comissió Mixta del Pressupost de Defensa. El 23 de gener de 2017 va prendre el relleu del líder de Kulanu Moshe Kahlon com a ministre d'Economia.
Cohen va quedar segon a la llista de Kulanu per a les eleccions d'abril de 2019 i va ser reelegit malgrat que el partit va quedar reduït a quatre escons. Va ser reelegit a la llista del Likkud el setembre de 2019 i el març de 2020. El maig de 2020 va ser nomenat ministre d'Intel·ligència del nou govern, servint fins a la formació d'un altre govern el juny de 2021. El 29 de desembre de 2022, Cohen va jurar com a ministre d'Afers Exteriors, càrrec que rotarà amb Israel Katz.
Cohen a tingut un paper important en la normalització de les relacions entre l'estat d'Israel i diversos països àrabs i africans predominantment musulmans. El gener de 2021, quan era ministre d'Intel·ligència va liderar la primera delegació oficial israeliana a Khartum arran de la normalització entre l'Estat jueu i el Sudan.